# Szkocka Partia Konserwatywna
Szkocka Partia Konserwatywna (gael. Pàrtaidh Tòraidheachd na h-Alba) – szkocki odłam Partii Konserwatywnej. Posiada 31 ze 129 posłów w Parlamencie Szkockim oraz 5 z 57 szkockich mandatów poselskich w Izbie Gmin. Opowiada się za utrzymaniem unii z Anglią. Początkowo nie miała dużych wpływów, lecz od 2016 jest największym ugrupowaniem opozycyjnym (względem rządzącej Szkockiej Partii Narodowej), w lokalnym parlamencie.

## Poparcie

### Parlament Szkocki
- 1999 – 18 mandatów na 129 miejsc
- 2003 – 18 mandatów na 129 miejsc
- 2007 – 20 mandatów (2) na 129 miejsc
- 2011 – 15 mandatów (5) na 129 miejsc
- 2016 – 31 mandatów (16) na 129 miejsc
- 2021 – 31 mandatów na 129 miejsc